# Championnat de Madagascar de football 2019
Navigation
Saison précédente Saison suivante
La saison 2019 du Championnat de Madagascar de football est la 56e édition de la première division malgache et la dernière sous le nom de THB Champions League.
- la première phase oppose 24 équipes (une par région, sauf pour la région d'Analamanga, où est située la capitale Antananarivo qui peut engager deux équipes et la province dont est issu le champion en titre, qui a également droit à une formation supplémentaire), en quatre poules de six équipes. Les deux premiers de chaque poule se qualifient pour la suite de la compétition.
- les huit clubs qualifiés se rencontrent une fois et l'équipe en tête du classement final est sacrée championne de Madagascar.

Le Fosa Juniors FC remporte le championnat et réalise le doublé en remportant également la Coupe de Madagascar.

## Les clubs participants
- CNAPS Sport (Itasy)
- Ajesaia (Bongolava)
- Voromaherin'Alaotra
- Jofama FC Ambositra
- AS Adema
- COSFA
- Club M
- AS Rohondroho
- DCF Tôlanaro
- 3FB Toliara
- AS Fitafa
- Tia Kitra
- 3FB Betsiboka (forfait)
- Fosa Juniors FC
- JSMS
- FCA Ilakaka
- AS JET Mada
- Zanak'Ala FC
- AJSM (Maintirano) (forfait)
- FC Grand Sud Est
- JSA (Antalaha)
- TAM Port Bergé
- FC Vakinankaratra (Antsirabe)
- Vatovavy-Fitovinany

## Compétition
Le barème utilisé pour établir le classement est le suivant :
- Victoire : 3 points
- Match nul : 1 point
- Défaite, forfait ou abandon : 0 point

### Première phase
| Rang | Équipe                  | Pts | J | G | N | P | Bp | Bc | Diff |
| ---- | ----------------------- | --- | - | - | - | - | -- | -- | ---- |
| 1    | Fosa Juniors FC         | 12  | 4 | 4 | 0 | 0 | 20 | 1  | +19  |
| 2    | Ajesaia                 | 7   | 4 | 2 | 1 | 1 | 18 | 5  | +13  |
| 3    | JSMS Diana              | 6   | 4 | 1 | 2 | 1 | 8  | 10 | -2   |
| 4    | TAM Port Berger         | 4   | 4 | 1 | 1 | 2 | 9  | 6  | +3   |
| 5    | JSA (Antalaha)          | 0   | 4 | 0 | 0 | 4 | 4  | 36 | -32  |
| 6    | 3FB (Betsiboka) Forfait | 0   | 0 | 0 | 0 | 0 | 0  | 0  | 0    |

| Rang | Équipe                  | Pts | J | G | N | P | Bp | Bc | Diff |
| ---- | ----------------------- | --- | - | - | - | - | -- | -- | ---- |
| 1    | AS Adema                | 10  | 4 | 3 | 1 | 0 | 4  | 1  | +3   |
| 2    | AS JET Mada             | 8   | 4 | 2 | 2 | 0 | 3  | 1  | +2   |
| 3    | Tia Kitra               | 6   | 4 | 2 | 0 | 2 | 5  | 4  | +1   |
| 4    | Club M (Analanjirofo)   | 3   | 4 | 1 | 0 | 3 | 3  | 3  | 0    |
| 5    | Voromaherin'Alaotra     | 1   | 4 | 0 | 1 | 3 | 2  | 8  | -6   |
| 6    | AJSM Maintirano Forfait | 0   | 0 | 0 | 0 | 0 | 0  | 0  | 0    |

| Rang | Équipe              | Pts | J | G | N | P | Bp | Bc | Diff |
| ---- | ------------------- | --- | - | - | - | - | -- | -- | ---- |
| 1    | Zanak'Ala FC        | 15  | 5 | 5 | 0 | 0 | 21 | 2  | +19  |
| 2    | CNAPS SportT        | 12  | 5 | 4 | 0 | 1 | 18 | 4  | +14  |
| 3    | FC Vakinankaratra   | 9   | 5 | 3 | 0 | 2 | 10 | 8  | +2   |
| 4    | Jofama FC Ambositra | 6   | 5 | 2 | 0 | 3 | 6  | 16 | -10  |
| 5    | AS Fitafa           | 3   | 5 | 1 | 0 | 4 | 5  | 15 | -10  |
| 6    | FC Grand Sud Est    | 0   | 5 | 0 | 0 | 5 | 2  | 17 | -15  |

| Rang | Équipe        | Pts | J | G | N | P | Bp | Bc | Diff |
| ---- | ------------- | --- | - | - | - | - | -- | -- | ---- |
| 1    | FCA Ilakaka   | 11  | 5 | 3 | 2 | 0 | 7  | 2  | +5   |
| 2    | 3FB Toliara   | 10  | 5 | 3 | 1 | 1 | 9  | 3  | +6   |
| 3    | COSFA         | 8   | 5 | 2 | 2 | 1 | 12 | 3  | +9   |
| 4    | DCF Tôlanaro  | 8   | 5 | 2 | 2 | 1 | 5  | 6  | -1   |
| 5    | VFM Manakara  | 4   | 5 | 1 | 1 | 3 | 5  | 6  | -1   |
| 6    | AS Rohondroho | 0   | 5 | 0 | 0 | 5 | 2  | 17 | -15  |

### Deuxième phase
| Rang | Équipe            | Pts | J | G | N | P | Bp | Bc | Diff |
| ---- | ----------------- | --- | - | - | - | - | -- | -- | ---- |
| 1    | Fosa Juniors FC C | 17  | 7 | 5 | 2 | 0 | 15 | 6  | +9   |
| 2    | AS Adema          | 12  | 7 | 3 | 3 | 1 | 8  | 6  | +2   |
| 3    | CNAPS SportT      | 11  | 7 | 3 | 2 | 2 | 11 | 5  | +6   |
| 4    | Zanak'Ala FC      | 10  | 7 | 3 | 1 | 3 | 8  | 9  | -1   |
| 5    | 3FB Toliara       | 9   | 7 | 3 | 0 | 4 | 5  | 6  | -1   |
| 6    | AS JET Mada       | 7   | 7 | 1 | 4 | 2 | 8  | 7  | +1   |
| 7    | FCA Ilakaka       | 6   | 7 | 1 | 3 | 3 | 5  | 13 | -8   |
| 8    | Ajesaia           | 3   | 7 | 0 | 3 | 4 | 2  | 10 | -8   |

|  | Qualification pour la Ligue des champions de la CAF 2019-2020    |
|  | Qualification pour la Coupe de la confédération 2019-2020        |
|  | T : Tenant du titre C : Vainqueur de la Coupe de Madagascar 2019 |

- CNAPS Sport qualifié pour la Coupe de la confédération en tant que finaliste de la coupe de Madagascar[2].

## Bilan de la saison
| Championnat de Madagascar de football 2019 |                                        |
| Champion                                   | Fosa Juniors Football Club (1er titre) |
| Coupes et trophées                         |                                        |
| Vainqueur de la Coupe de Madagascar 2019   | Fosa Juniors FC                        |
| Qualifications continentales               |                                        |
| Ligue des champions de la CAF 2019-2020    | Fosa Juniors FC                        |
| Coupe de la confédération 2019-2020        | CNAPS Sport                            |
| Promotions et relégations                  |                                        |
| Promus en THB Champions League             | Aucun                                  |
| Relégués                                   | Aucun                                  |